# Neonitocris nigripes
Neonitocris nigripes är en skalbaggsart som först beskrevs av Hermann Julius Kolbe 1893.  Neonitocris nigripes ingår i släktet Neonitocris och familjen långhorningar.
Artens utbredningsområde är Togo. Inga underarter finns listade i Catalogue of Life.